# Mike Galloway
Mike Galloway (né le 30 mai 1965 à Oswestry, Shropshire, Angleterre) est un joueur de football international écossais.

## Carrière en club
La carrière de Mike Galloway s'est d'abord déroulée dans des clubs modestes (Berwick Rangers, Mansfield Town et Halifax Town) avant qu'il ne signe, à 22 ans, à Heart of Midlothian. Au Tynecastle Stadium, son jeu agressif, ses talents en récupération de balle et son aptitude au tacle firent des merveilles, à tel point qu'il attira l'attention des recruteurs du Celtic FC, qu'il rejoignit en 1989.
Au sein de ce club, son jeu rugueux et sa tignasse rousse laissèrent de bons souvenirs, même si des problèmes de poids et une certaine inconstance dans ses performances handicapèrent sa carrière au plus haut niveau, l'empêchant d'obtenir plus qu'une seule sélection en équipe nationale. Il est connu aussi pour son manque de professionnalisme, lui arrivant de manquer assez souvent les entraînements, ce que fustigeait avec véhémence Lou Macari, manager du Celtic FC en 1993-1994.
Relégué de plus en plus souvent sur le banc, il choisit de partir en prêt pour Leicester City en 1995. Des blessures sérieuses survenues lors d'un accident de voiture vinrent gâcher la fin de sa carrière et même l'anticiper.

## Carrière internationale
Durant sa carrière, il connaît une seule sélection avec l'Écosse, pendant le règne d'Andy Roxburgh.

### Détail des sélections
| Sélection | Date            | Lieu                              | Compétition                  | Résultat | Adversaire | Titulaire/Remplaçant                    | Maillot n° |
| --------- | --------------- | --------------------------------- | ---------------------------- | -------- | ---------- | --------------------------------------- | ---------- |
| 1re       | 16 octobre 1991 | Stade Ghencea, Bucarest, Roumanie | Éliminatoires de l'Euro 1992 | D 0-1    | Roumanie   | Titulaire remplacé par Roy Aitken (70e) | 8          |

## Palmarès
- avec Celtic FC :
  - Coupe d'Écosse : 1 (1995)